# Chasmistes fecundus
Chasmistes fecundus är en fiskart som först beskrevs av Cope och Yarrow, 1875.  Chasmistes fecundus ingår i släktet Chasmistes och familjen Catostomidae. Inga underarter finns listade i Catalogue of Life.